# Ванхуа
Ванхуа́ (кит. упр. 望花, пиньинь Wànghuā) — район городского подчинения городского округа Фушунь провинции Ляонин (КНР). Название района происходит от того, что в древности здесь было восемь влиятельных семейств, которые сооружали наблюдательные башни, называемые «Ванхуа тай» («Башни наблюдения за цветами»).

## История
Район был образован в 1948 году.

## Административное деление
Район Ванхуа делится на 11 уличных комитетов и 1 посёлок.

## Соседние административные единицы
Район Ванхуа граничит со следующими административными единицами:
- Район Шуньчэн (на севере)
- Район Синьфу (на северо-востоке)
- Район Дунчжоу (на востоке)
- Уезд Фушунь (на юге)
- Город субпровинциального значения Шэньян (на западе)